# Zbytki (Warszawa)
Zbytki – część dzielnicy Wawer w Warszawie. Wchodzi w skład obszaru MSI Zerzeń.

## Historia
Wieś Zbytki należała w latach 1867–1939 do gminy Zagóźdź w powiecie warszawskim. W 1921 roku wieś Zbytki liczyła 64 mieszkańców.
20 października 1933 utworzono gromadę Zbytki w granicach gminy Zagóźdź, składającą się z samej wsi Zbytki.
1 kwietnia 1939 w związku ze zniesieniem gminy Zagóźdź, gromadę Zbytki włączono do gminy Wawer w tymże powiecie.
Podczas II wojny światowej w Generalnym Gubernatorstwie, w dystrykcie warszawskim. W 1943 gromada Zbytki liczyła 741 mieszkańców.
15 maja 1951 w związku ze zniesieniem gminy Wawer, gromadę Zbytki włączono do Warszawy.